# Luci Corneli Escipió (pretor 174 aC)
Luci Corneli Escipió (llatí: Lucius Cornelius P. f. P. n. Scipio) va ser un magistrat romà. Era el fill petit d'Escipió l'Africà i, per tant, formava part de la gens Cornèlia, de la branca patrícia dels Escipions.
Va anar amb el seu pare a Àsia l'any 190 aC durant la Guerra Romano-Síria i va ser fet presoner per les forces d'Antíoc III el Gran. El rei el va alliberar generosament i el seu pare va voler tornar-li el favor, però finalment el senat romà no va aprovar la seva proposta. Va ser pretor el 174 aC, però aquell mateix any els censors li retiraren la condició de senador.